# Lithiummetaborat
Lithiummetaborat ist eine anorganische chemische Verbindung des Lithiums aus der Gruppe der Borate.

## Gewinnung und Darstellung
Lithiummetaborat kann durch Reaktion von Lithiumcarbonat mit Borsäure gewonnen werden.
Es kann auch aus Mischungen von Lithiumoxid mit Bortrioxid gewonnen werden.
{\displaystyle {\ce {Li2CO3 + 2H3BO3 -> 2LiBO2 + CO2 + 3H2O}}}
{\displaystyle {\ce {Li2O + 2B2O3 -> 2LiBO2}}}

## Eigenschaften
Lithiummetaborat ist ein weißer Feststoff, der wenig löslich in Wasser ist. Die Verbindung kommt in zwei Formen vor (α-LiBO2 und γ-LiBO2). α-LiBO2 weist eine wasserfreie monokline Kristallstruktur auf, die bei hohen Temperaturen stabil ist. Diese besteht einer endlosen laminaren Ketten von [BO3]1-Dreiecken mit Li-O-Bindungen zwischen den Ketten. Die Gitterparameter dieser Phase sind a = 5,838 Å, b = 4,348 Å, c = 6,449 Å und β = 115,121°. Im Gegensatz dazu hat γ-LiBO2 eine tetragonale Struktur mit den Gitterparametern a = 4,1961 Å und c = 6,5112 Å.

## Verwendung
Eine Mischung aus Lithiummetaborat und Lithiumtetraborat ist zum Auflösen der meisten anorganischen Oxide geeignet, um eine spektrochemische Analyse zu ermöglichen. Es wird auch bei der Glas- und Keramikherstellung als Flussmittel verwendet.